# Silver Lode
Silver Lode is een Amerikaanse western uit 1954 onder regie van Allan Dwan.

## Verhaal
Op 4 juli trouwt Dan Ballard met Rose Evans in Silver Lode. Hun bruiloft wordt verstoord door de komst van vier mannen, die beweren dat ze een arrestatiebevel voor Dan bij zich hebben. Hij wordt gezocht voor de diefstal van 20.000 dollar en de moord op de broer van Fred McCarthy, de leider van de groep. Dan ontkent de beschuldigingen, maar hij kan zijn schuld niet weerleggen en de dorpelingen beginnen te twijfelen aan zijn onschuld. Als ze zich uiteindelijk tegen Dan keren, kan Dan enkel nog een beroep doen op de steun van Rose en zijn ex-vriendin Dolly.

## Rolverdeling
| Acteur          | Personage        |
| --------------- | ---------------- |
| John Payne      | Dan Ballard      |
| Lizabeth Scott  | Rose Evans       |
| Dan Duryea      | Ned McCarty      |
| Dolores Moran   | Dolly            |
| Emile Meyer     | Sheriff Wooley   |
| Robert Warwick  | Rechter Cranston |
| John Hudson     | Michael Evans    |
| Harry Carey jr. | Johnson          |
| Alan Hale jr.   | Kirk             |
| Stuart Whitman  | Wicker           |
| Frank Sully     | Paul Herbert     |
| Morris Ankrum   | Zachary Evans    |
| Hugh Sanders    | Dominee Field    |
| Florence Auer   | Mevrouw Elmwood  |
| Roy Gordon      | Dokter Elmwood   |